# 中央杭州飞机制造厂
中央杭州飞机制造厂（英語：Central Aircraft Manufacturing Company，CAMCO）于1933年12月8日成立于杭州。1939年因抗日戰爭内迁云南瑞丽，之后也称 “中央飛機製造廠”或“雷允飞机制造厂”。

## 成立背景
中央杭州飞机制造厂系中美合资经营的军工企业，美方为道格拉斯公司。孔祥熙当时代表中国政府签订合作协议。
当时地址在笕桥镇，比邻中華民國空軍軍官學校和空军笕桥机场。
其时，日本通过九一八事变已经侵占了满州。国民政府开足马力进入对付日本的备战最后阶段。

## 抗战西遷雲南壘允
中央杭州飞机制造厂當時生產的BF2C（霍克Ⅲ雙翼戰鬥機），在抗戰初期曾為中國空軍立下赫赫戰功。截至撤退杭州前，“中杭厂”共组装、检修美式战斗机111架。
1937年淞沪抗战的第二天, 日本侵略者为保证其绝对空中优势, 于8月14日轰炸了杭州笕桥空军基地。“中杭厂”岌岌可危，遂于9月3日迁至武昌南湖机场，复又迁汉口，出于保密最后落脚于云南和缅甸交界的少数民族聚居地带。1937年从杭州撤退的上千名技工允许附带家属。历尽战乱，特别是1942年日军进攻通惠桥，切断滇緬公路和轰炸云南保山，工厂员工和家属损失惨重。

## 与飞虎队的关系
1940年，蘇聯與日本關係出現緩和，原本在中國作戰的「蘇聯志願航空隊」撤走。陳納德受蔣介石所托，在美國招募約一百名飛行員。1941年秋夏之間，志願航空隊的飛行員開始抵達緬甸編訓，飛行員名義上為「中國中央飛機製造廠」僱員。.   [2022-04-03]. （原始内容存档于2021-11-04）.